# 德宏师范学院
24°28′51″N 98°35′26″E / 24.48070°N 98.59047°E
德宏师范学院，前称德宏师范高等专科学校，是云南省人民政府主办、云南省教育厅主管的一所普通高等师范本科学校，位于云南省德宏傣族景颇族自治州芒市，是德宏州两所高校之一。

## 历史
1955年，德宏自治区在潞西民族中学内附设民族师范学校，称“潞中师范部”，为中等专业教育，1974年独立建校，正式命名德宏州民族师范学校:338。1978年，云南省政府根据全省中学发展情况与师资缺乏情况，批准成立了德宏师范专科班，设在德宏州民族师范学校内，实行一套班子两块牌子办学。1984年，省政府批准成立德宏教育学院、德宏州广播电视大学，1985年教育学院从民族师范迁出。1987年，德宏州委将教育学院与广播电视大学合并，实行一套班子两块牌子办学。2004年，德宏州民族师范学校并入教育学院。2005年，教育学院从成人高等学校改制为普通高等师范专科学校。2006年，撤销德宏教育学院建制，成立德宏师范高等专科学校，于当年6月28日揭牌。同年德宏农业学校并入师专:490-492。2025年2月24日，教育部发函，同意以德宏师范高等专科学校为基础设立德宏师范学院，首批将设置小学教育、学前教育、英语、美术学、财务管理、农学6个普通本科专业。

## 校园
该校共有2个校区，土地总面积1095.20亩，校舍总建筑面积25万平方米，学校图书馆藏书66.7万册。2016年9月，在芒市城北拉怀村后山建立的新校区投入使用。
2017年，德宏师范学院建立“江应樑傣族博物馆”，展出傣族铜器、历史典籍以及江应樑傣学研究的成果和他搜集、使用过的物品、在德宏考察拍摄的照片，博物馆藏有的数千件傣族文物均是江应樑及其子江晓林多年搜集的藏品。该博物馆也是中国唯一一所真正意义上的傣族博物馆。